# Emilie Richards
Emilie Richards (Bethesda, Maryland, 12 de julio de 1948) es una escritora estadounidense que ha escrito más de 50 novelas de romance y misterio.

## Biografía
Emilie Richards nació en Bethesda, Maryland y creció en San Petersburgo (Florida). Después de obtener una licenciatura en estudios estadounidenses de la Florida State University, obtuvo una maestría en desarrollo familiar en Virginia Tech. 
Trabajó como terapeuta en una institución mental, antes de convertirse en coordinadora de servicios para padres de familia inscritos en Head Start y luego trabajar en varios centros de asesoramiento pastoral. Su marido es un ministro universalista unitario.

## Vida personal
Richards y su esposo tuvieron tres hijos biológicos, y una hija adoptada de la India. Han vivido en varias ciudades de los Estados Unidos, en las que se incluyen Florida, Luisiana, California, Arkansas, Ohio y Pensilvania. Para 2007, residían en Arlington, Virginia.
Fue la primera persona en ser nombrada en el National Advisory of ABC Quilts, una asociación sin fines de lucro que enseña a la gente a acolcharse.

## Sagas

### Ministry is Murder
- Blessed is the Busybody (2005)
- Let There Be Suspects (2006)
- Beware False Profits (2007)
- A Lie for a Lie  (2009)
- A Truth for a Truth (10/2010)

### Shenandoah Album
- Wedding Ring (2004)
- Endless Chain (2005)
- Lover's Knot (2006)
- Touching Stars (2007)
- Sister's Choice (2008)

### MacDonalds Sisters
- Sweet Georgia Gal (1985)
- Sweet Sea Spirit (1986)
- Sweet Mockingbird's Call (1986)
- Sweet Mountain Magic (1986)
- Sweet Homecoming (1987)

### Men of Midnight
- Duncan's Lady (1995)
- Iain Ross's Woman (1995)
- MacDougall's Darling (1995)

### Maggie
- Lady of the Night (1986)
- Bayou Midnight (1987)

### Tales of the Pacific
- From Glowing Embers (1988)
- Smoke Screen (1988)
- Rainbow Fire (1989)
- Out of the Ashes (1992)

### Jensen
- Runaway (1990)
- Way Back Home (1990)
- Fugitive (1990)

### Whiskey Isl.
- Whiskey Island (2000)
- Parting Glass (2003)

### Gerritsen
- Iron Lace (1996)
- Rising Tides (1997)

### Alden
- From a Distance (1992)
- Somewhere Out There (1993)

### Shadows
- Desert Shadows (1991)
- Twilight Shadows (1991)

## Novelas
- Brendan's Song (1985)
- Gilding the Lily (1985)
- The Unmasking (1985)
- Angel and the Saint (1986)
- Something So Right (1986)
- Good Time Man (1986)
- Season of Miracles (1986)
- Outback Nights (1987)
- Aloha Always (1987)
- All the Right Reasons (1988)
- Classic Encounter (1988)
- Island Glory (1989)
- All Those Years Ago (1991)
- One Perfect Rose (1992)
- Dragonslayer (1993)
- The Trouble with Joe (1994)
- Once More With Feeling (1996)
- Woman Without a Name (1996)
- Mail-order Matty (1996)
- Twice upon a Time (1997)
- One Moment Past Midnight (1999)
- Beautiful Lies (1999)
- Fox River (2001)
- Prospect Street (2002)

## General / Compilaciones
- Christmas Classics (1989) (con Joan Hohl)
- Birds Bees and Babies (1990) (con Jennifer Greene, Karen Keast)
- Mistletoe and Holly / Sweet Sea Spirit (1991) (con Janet Dailey)
- Desperate Needs (1995) (con Fern Michaels y Sherryl Woods)
- Outlaws and Lovers (1996) (con Naomi Horton, Kathleen Korbel)
- A Funny Thing Happened on the Way to the Delivery Room (1997) (con Kathleen Eagle, Kasey Michaels)
- A Mother's Gift (1998) (con Kathleen Eagle, Joan Elliott Pickart)
- Southern Gentlemen (1998) (con Jennifer Blake)
- A Mother's Day (2002) (con Elizabeth Bevarly, Marie Ferrarella)
- Maybe This Time (2003) (con Fern Michaels and Sherryl Woods)
- To the One I Love (2003) (con Allison Leigh, Peggy Moreland)
- More Than Words (2004) (conSusan Mallery, Carla Neggers, Brenda Novak, Diana Palmer)
- Mother's Love (2004) (con Elizabeth Bevarly, Marie Ferrarella)
- Nobody's Child / Older Woman / Royal MacAllister (2004) (con Joan Elliott Pickart, Cheryl Reavis)
- Love Undercover (2004) (con Merline Lovelace)
- A Mother's Touch: Way Home / Stranger's Son / Paternity Test (2005) (con Linda Howard y Sherryl Woods)
- Lady of the Night / Island Glory (2005)
- From This Day Forward (2005) (com Marie Ferrarella)